# Обервезер
Обервезер (нім. Oberweser) — сільська громада в Німеччині, знаходиться в землі Гессен. Підпорядковується адміністративному округу Кассель. Входить до складу району Кассель.
Площа — 41,16 км2. Населення становить Невірний параметр metadata 06 633 021 ос. (станом на 31 грудня 2020).